# Nuttalliellidae
Super-famille
Famille
Synonymes
- Nuttalliellidés

Les Nuttalliellidae (syn. Nuttalliellidés ; nom dérivé de celui de l’entomologiste Nuttall) sont la famille unique de la super-famille des Nuttallielloidea.

## Description
Il s’agit d’une famille de tiques qui n’appartiennent ni aux tiques dures (Ixodidae) ni aux tiques molles (Argasidae). C’est une famille « intermédiaire » ayant des traits appartenant aux deux autres et qui représente le « chaînon manquant ».

## Composition
Cette famille est monogénérique et monospécifique, c’est-à-dire qu’elle ne compte qu’un genre, Nuttalliella, et qu’une espèce, Nuttalliella namaqua.

### Publication originale
- P. Schulze. "Zur vergleichenden Anatomie der Zecken". Zeitschrift für Morphologie und Ökologie der Tiere 1935 (May) ; 30 (1) : 1–40. Preview